# Газопровод Туркменистан — Китай
Газопровод Туркменистан — Китай (также «Трубопровод Центральная Азия — Китай») — магистральный газопровод, проходящий по территории Туркменистана, Узбекистана, Казахстана (всего более 1900 км) и Китая (4500 км). Казахстанская часть газопровода носит название газопровод Казахстан — Китай. По словам высокопоставленного представителя нефтегазовой промышленности Туркменистана, общая стоимость газопровода составляет более 6,5 млрд долларов. Строительство началось в 2007 году.
Проектная мощность газопровода — 40 млрд м³ в год. Ресурсной базой газопровода должны стать газовые месторождения Южный Иолотань-Осман и Довлетабад в Туркменистане. После ввода третьей линии мощность составила 55 млрд м³ в год.
Официальная церемония открытия газопровода состоялась 14 декабря 2009 года на месторождении Самандепе в Лебапском велаяте Туркменистана, откуда туркменский газ направляется в Китай. На открытии присутствовали Президент Туркменистана Гурбангулы Бердымухамедов, председатель КНР Ху Цзиньтао, а также президенты Казахстана и Узбекистана Нурсултан Назарбаев и Ислам Каримов соответственно.

## История
Первоначальное предложение по газопроводу Центральная Азия — Китай было представлено как газопровод Казахстан — Китай, который должен был последовать вдоль нефтепровода Казахстан — Китай . В июне 2003 года во время визита председателя КНР Ху Цзиньтао в Казахстан были подписаны соглашения об ускорении оценки проекта.
3 апреля 2006 года Китай и Туркменистан подписали соглашение о строительстве трубопровода и долгосрочных поставках газа. В июне 2007 года во время своего визита в Китай президент Туркменистана Гурбангулы Бердымухамедов подписал соглашение об ускорении реализации проекта строительства газопровода из Туркменистана. 30 апреля 2007 года Узбекистан и Китай подписали соглашение о строительстве и эксплуатации узбекского участка газопровода. В июле 2007 года было официально объявлено, что Туркменистан присоединится к первоначальному проекту строительства газопровода Казахстан — Китай. 8 ноября 2007 года казахстанская нефтяная компания «КазМунайГаз» подписала соглашение с Китайской национальная нефтяной корпорацией о принципах будущей работы на трубопроводе.
30 августа 2007 года началось строительство туркменского участка газопровода протяженностью 188 километров. Этот участок был построен «Стройтрансгазом», дочерним предприятием «Газпрома». Основными подрядчиками были Китайское нефтепроводное бюро, Китайская нефтяная инженерно-строительная корпорация и Zeromax. 30 июня 2008 года началось строительство.
Строительные работы на казахстанском участке начались 9 июля 2008 года, а первый этап был завершен в июле 2009 года. Он был построен компанией «Азиатский газопровод», совместным предприятием CNPC и КазМунайГаз. Основными подрядчиками этого раздела были «КазСтройСервис» и Китайская Нефтяная Инженерно-Строительная Корпорация. Первая из двух начальных параллельных линий была завершена в начале ноября 2009 года.
Казахстанский участок трубопровода был открыт 12 декабря 2009 года во время визита президента Китая Ху Цзиньтао в Казахстан. Весь трубопровод был открыт 14 декабря 2009 года на церемонии в Саман-Депе во время визита Ху Цзиньтао в Туркменистан совместно с лидерами Туркменистана, Узбекистана и Казахстана.
13 июня 2010 года Китай и Казахстан подписали соглашение о ветке от Западного Казахстана.
Вторая линия[какая?] была завершена к концу 2010 года.
Строительство третьей линии началось в 2012 году.

## Маршрут
В Саман-Депе начинается газопровод, по которому транспортируется природный газ с Багтыярлыкского газового месторождения на правом берегу Амударьи в Туркменистане. Он в основном поставляется с месторождений Ёлётен и Саг Кенар. Трубопровод входит в Узбекистан через Алат и далее уходит в Казахстан параллельно существующему трубопроводу Бухара — Ташкент — Бишкек — Алма-Ата. Трубопровод пересекает казахстанско-китайскую границу в Хоргосе, затем соединяется с газопроводом Восток — Запад.

## Особенности
Длина линий A, B и C составляет около 1833 километров, из которых 188 километров пролегают в Туркменистане и 530 километров в Узбекистане. Диаметр каждого трубопровода составляет 1067 мм. Линии A, B и C представляют собой три параллельные линии общей суммарной пропускной способностью 55 миллиардов кубометров в год (по состоянию на 2015 год). На строительство первой линии было потрачено 7,3 миллиарда долларов США.
Четвертый трубопровод (линия D), протяженностью 966 км соединяет Галкыныш с западным Китаем через Кыргызстан и Таджикистан. Линия находится в стадии строительства, и ожидается, что она будет завершена в 2020 году. После запуска общая пропускная способность четырех линий достигнет 65 млрд м³ в год.

## Значение
По данным CNPC, приток туркменского газа помогает Китаю удовлетворить свои потребности в энергии и стабилизирует общую структуру потребления в стране. Ожидалось, что поставки по трубопроводу увеличат долю природного газа в энергопотреблении Китая примерно на 2 %, что сократит общие выбросы дыма, пыли и углекислого газа. Для Туркменистана проект помогает стране диверсифицировать экспорт энергоносителей, поставляя газ на восток, в отличие от предыдущих поставок в Россию и Иран. До открытия газопровода почти 70 % экспорта туркменского газа проходило через российские трубопроводы.
Газопровод Центральная Азия — Китай является первым трубопроводом, по которому центральноазиатский природный газ поступает в Китай, что подчеркивает стремление Китая к импорту энергоносителей из Центральной Азии. В то время как Казахстан и Узбекистан также рассматривают возможность продажи своего газа Китаю, правительство Китая уже предприняло новые шаги для более глубокого проникновения в энергетический сектор Центральной Азии, предоставив Туркменистану 3 миллиарда долларов США для разработки Южно-Ёлётенского месторождения в 2009 году и 10 миллиардов долларов Казахстану для будущей поставки газа.